# Fernand Ponscarme
Fernand Ponscarme (París, 6 de febrero de 1876-Meudon, 11 de mayo de 1935) fue un deportista francés que compitió en ciclismo en la modalidad de pista. Ganó una medalla de oro en el Campeonato Mundial de Ciclismo en Pista de 1896, en la prueba de medio fondo.

## Medallero internacional
| Campeonato Mundial | Campeonato Mundial     | Campeonato Mundial | Campeonato Mundial |
| Año                | Lugar                  | Medalla            | Competición        |
| ------------------ | ---------------------- | ------------------ | ------------------ |
| 1896               | Copenhague (Dinamarca) | Medalla de oro     | Medio fondo (A)    |